# کینگز گرو، نیو ساوت ولز
کینگز گرو (به انگلیسی: Kingsgrove) یک حومه شهر در استرالیا است که در نیو ساوت ولز واقع شده‌است.